# Ministero del clima e dell'ambiente
Il Ministero del clima e dell'ambiente (in polacco Ministerstwo Klimatu i Środowiska) è un dicastero del Consiglio dei ministri polacco che si occupa della politica energetica oltre che della tutela ambientale e della gestione delle acque.
L'attuale ministro è Paulina Hennig-Kloska, in carica dal 13 dicembre 2023 nel terzo governo Tusk.

## Elenco dei ministri
- Michał Kurtyka (6 ottobre 2020 – 25 ottobre 2021)
- Anna Moskwa (26 ottobre 2021 – 27 novembre 2023)
- Anna Łukaszewska-Trzeciakowska (27 novembre 2023 – 13 dicembre 2023)
- Paulina Hennig-Kloska (dal 13 dicembre 2023)